# Linhevenator
Linhevenator is een geslacht van theropode dinosauriërs, behorend tot de groep van de Eumaniraptora, dat tijdens het late Krijt leefde in het gebied van de huidige Volksrepubliek China.

## Vondst en naamgeving
In 2009 werd in Binnen-Mongolië bij Bajan Mandahoe in de Northern Canyon-vindplaats het fossiel gevonden van een kleine roofsauriër.
De typesoort Linhevenator tani werd in 2011 benoemd en beschreven door Xu Xing, Tan Qingwei, Corwin Sullivan, Han Fenglu en Xiao Dong. De geslachtsnaam verbindt een verwijzing naar de streek Linhe met het Latijnse venator, "jager". De soortaanduiding eert professor Tan Lin wegens zijn onderzoek naar fossiele gewervelden in Binnen-Mongolië.

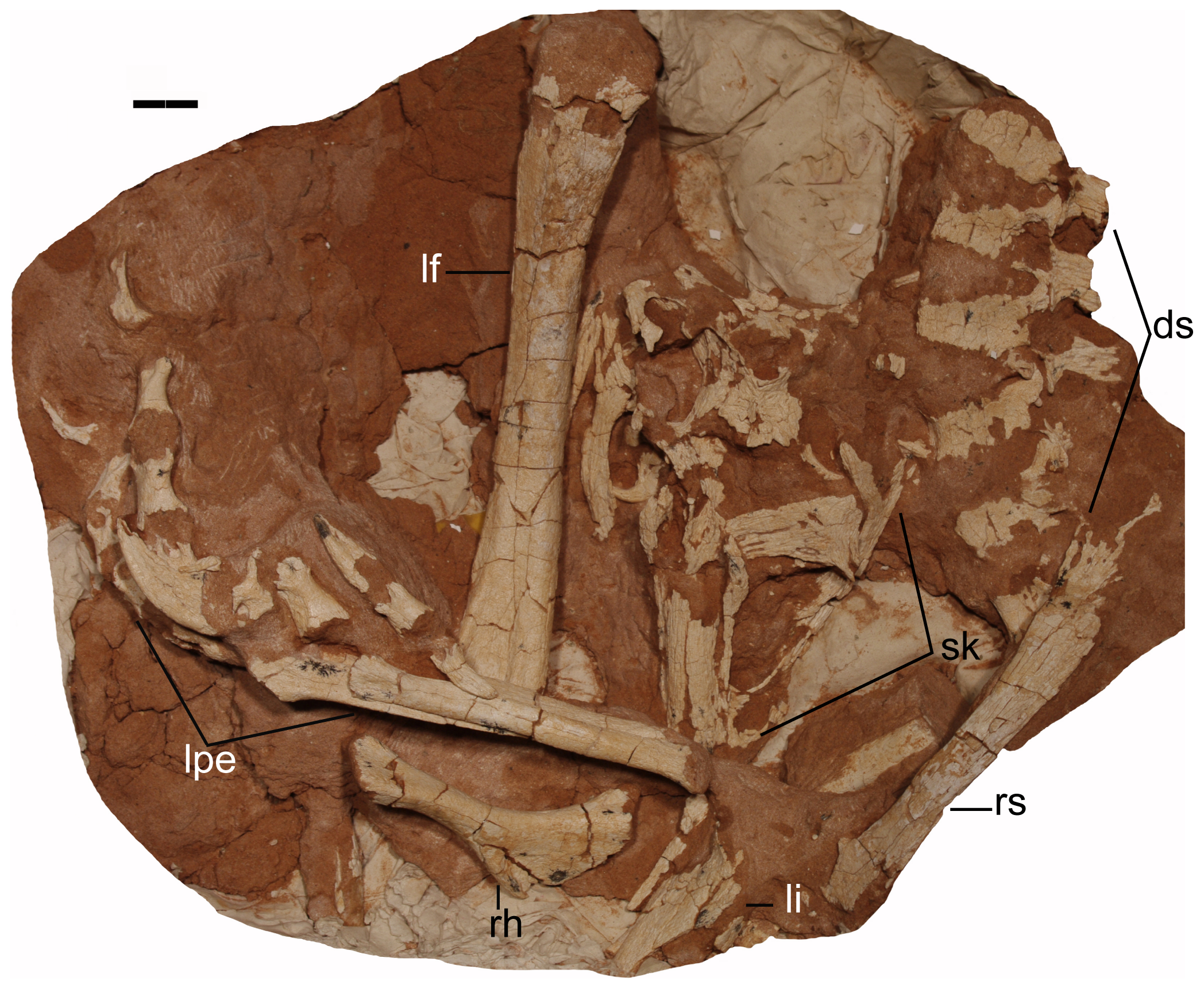
Het blok met het skelet van het holotype

Het fossiel, holotype LH V0021, is gevonden in een laag van de Woelansoehaiformatie die dateert uit het Campanien. Het bestaat uit een gedeeltelijk skelet met schedel en onderkaken, inclusief een reeks van zes voorste ruggenwervels, een rechterschouderblad, een rechteropperarmbeen, de zitbeenderen, het linkerdijbeen, en de linkervoet. Het gaat vermoedelijk om een volwassen exemplaar. Het fossiel lag gedeeltelijk in verband in een enkel steenblok maar is aan het woestijnoppervlak aangetroffen en heeft sterke verweringsschade; daarbij is het nogal platgedrukt. Desalniettemin vertegenwoordigt het een van de meest complete fossielen van troödontiden die ooit is aangetroffen en zeker het meest volledige uit het Opper-Krijt.

## Beschrijving

### Algemene bouw en grootte
Linhevenator is een vrij grote troödontide. Hoewel de grootte niet exact kan worden vastgesteld doordat de staart ontbreekt, wijst het vierentwintig centimeter lange dijbeen op een lichaamslengte van een kleine twee meter. Het gewicht werd door de beschrijvers geschat op drieëntwintig kilogram.
De beschrijvers wisten vier unieke afgeleide eigenschappen, autapomorfieën, vast te stellen waarmee het dier van verwanten onderscheiden kan worden. Het jukbeen heeft een uitstaande richel op de buitenste zijkant. In de onderkaak is de kam op het surangulare naar voren en beneden gericht. Het onderste uiteinde van het dijbeen is naar de kant van het lichaam toe verbreed. Het derde middenvoetsbeen heeft een langwerpige groeve over het onderste derde deel van de bovenkant.

### Schedel en onderkaken
De schedel heeft een lengte van tweeëntwintig centimeter. De precieze vorm ervan is lastig vast te stellen daar de schedelelementen verspreid zijn geraakt. De snuit is smal en is bovenop bol, vooral overdwars bezien maar ook wat het bovenprofiel in zijaanzicht betreft. Zoals bij de meeste troödontiden plooien de neusbeenderen en traanbeenderen om de zijranden van de snuit heen. De grote schedelopening, de fenestra antorbitalis is erg langwerpig. De scheiding met de voorliggende kleinere fenestra promaxillaris, bestaat uit een uitloper van het zijoppervlak van de schedel, die zich verheft boven de dieperliggende groeve waarin de openingen liggen en dus niet ingesprongen is ten opzichte van de zijwand, net zoals bij Mei. Er is een relatief lang raakvlak tussen het bovenkaaksbeen en de van boven holle voorste tak van het slanke jukbeen, die vooraan ook de langwerpige richel draagt die een autapomorfie is van het taxon. De opgaande tak van het jukbeen richting psotorbitale is dik, de achterste tak naar het quadratojugale kort. De voorste tak van het quadratojugale steekt in een groeve op de achterste tak van het jukbeen waarbij de iets naar beneden gebogen punt door die tak overlapt wordt. Het T-vormige traanbeen heeft een overdwars breed en verticaal dun voorste uitsteeksel, vijf centimeter lang, dat de gehele bovenrand vormt van de fenestra antorbitalis. De twee centimeter lange achterste tak overhangt de voorste bovenrand van de oogkas en wordt aan de binnenzijde overlapt door het voorhoofdsbeen. De binnenste bovenkant van de oogkas wordt gevormd door een intern overkappend, overdwars vijftien millimeter breed, onderste uitsteeksel van het voorhoofdsbeen, de crista cranii. Het voorhoofdsbeen is tweemaal zo lang als breed en heeft bovenop de typisch troödontide lengtetrog. De achterste tak van het voorhoofdsbeen wordt overlap door de schuin omhooglopende voorste tak van het postorbitale. De uitholling rond het bovenste slaapvenster loopt over het voorhoofdsbeen door maar bereikt de middenlijn tussen de voorhoofdsbeenderen niet. De achterste tak van het postorbitale rust in een diepe groeve in de voorste tak van het squamosum. De korte onderste tak van het squamosum is ingesprongen ten opzichte van de voorste tak. Het hoofdlichaam van het squamosum is bovenop hol, volgens de beschrijvers wellicht door pneumatisering. De wandbeenderen zijn middenin vergroeid tot een scherpe maar lage en brede kam op het hoofd; achteraan zijn ze erg breed wat duidt op een grote hersenpan. 
Op het achterhoofd is de dwarskam V-vormig ingekeept zodat de beide schuin naar achteren gerichte takken een rechte hoek met elkaar maken, terwijl de kam bij troödontiden meestal overdwars recht loopt. De middenkam van het supraoccipitale is slechts zwak ontwikkeld. De processus paroccipitales, de grote zijuitsteeksels op de achterkant van de schedel, zijn vrij lang, zijwaarts gericht en hebben een stomp uiteinde, terwijl deze bij troödontiden typisch kort, naar beneden gericht en afgerond zijn. Het uiteinde is iets gewrongen om de lengtetas en heeft een groeve bovenop. Het achterhoofdsgat is groter dan de condylus occipitalis, de achterhoofdsknobbel, een basaal kenmerk. Een uit het achterhoofdsgat ontspruitende richel, waarvan de achterrand hol is, overhangt een uitholling schuin onder en binnen de basis van de processus paroccipitalis. Naast de achterhoofdsknobbel ligt de uitgang voor de tiende hersenzenuw in een komvormige uitholling. Het achterhoofdsgat is groter dan de achterhoofdsknobbel, een basaal kenmerk.
Van het verhemelte is het ectopterygoïde bekend, dat het contact vormt met het jukbeen. Het is groot en haakvormig. De overdwars naar het jukbeen lopende haak heeft een lange basis. Het hoofdlichaam heeft aan de voorrand een kleine uitholling die naar achteren uitloopt in een brede groeve. Aan de binnenzijde daarvan loopt een diepere groeve. Dromaeosauridae en basale vogels hebben op diezelfde positie een enkele bredere uitholling.
Het enige bewaarde bot van de onderkaak is het rechtersurangulare dat boven achteraan een scherpe rand heeft. De buitenzijde heeft een schuin naar voren en beneden lopende richel, terwijl die bij de Theropoda meestal horizontaal loopt.
Er zijn twee losse tanden gevonden. Die zijn tamelijk dik en sterk naar achteren gekromd. De breedte overdwars benadert bij een premaxillaire tand de lengte van voor naar achter. Bij deze tand zijn de snijranden richting de binnenkant verschoven, bij de achterste snijrand het sterkst. De voorste snijrand draagt helemaal geen kartelingen; de achterste heeft twaalf vertandingen per vier millimeter lengte die achuin naar het spits gericht zijn. Aan de binnenzijde van deze snijrand loopt een verticale groeve. De tandwortel is robuust en dikker dan de tandkroon, breder van binnen naar buiten gemeten dan van voren naar achteren. De tweede tand komt van meer naar achter in de kaken. Hij is kort, slechts 26% langer dan breed, en sterk gekromd met een spitse punt. De basis is ingesnoerd. Deze tand is veel sterker afgeplat. Opnieuw is de voorrand ongekarteld; de achterrand heeft grote vertandingen.

### Postcrania
De voorste drie ruggenwervels zijn gekield; vanaf de vierde is de onderkant breder en hol. De zijkanten van de ruggenwervels tonen nog resten van een pleurocoel in de vorm van een nauwe groeve, een basaal kenmerk: bij afgeleide troodontiden tonen de ruggenwervels geen sporen van pneumatisering. Wel heeft de derde wervel onder het zijuitsteeksel een pneumatisch foramen. Een afgeleid kenmerk is dat de doornuitsteeksels in zijaanzicht veel hoger zijn dan breed.

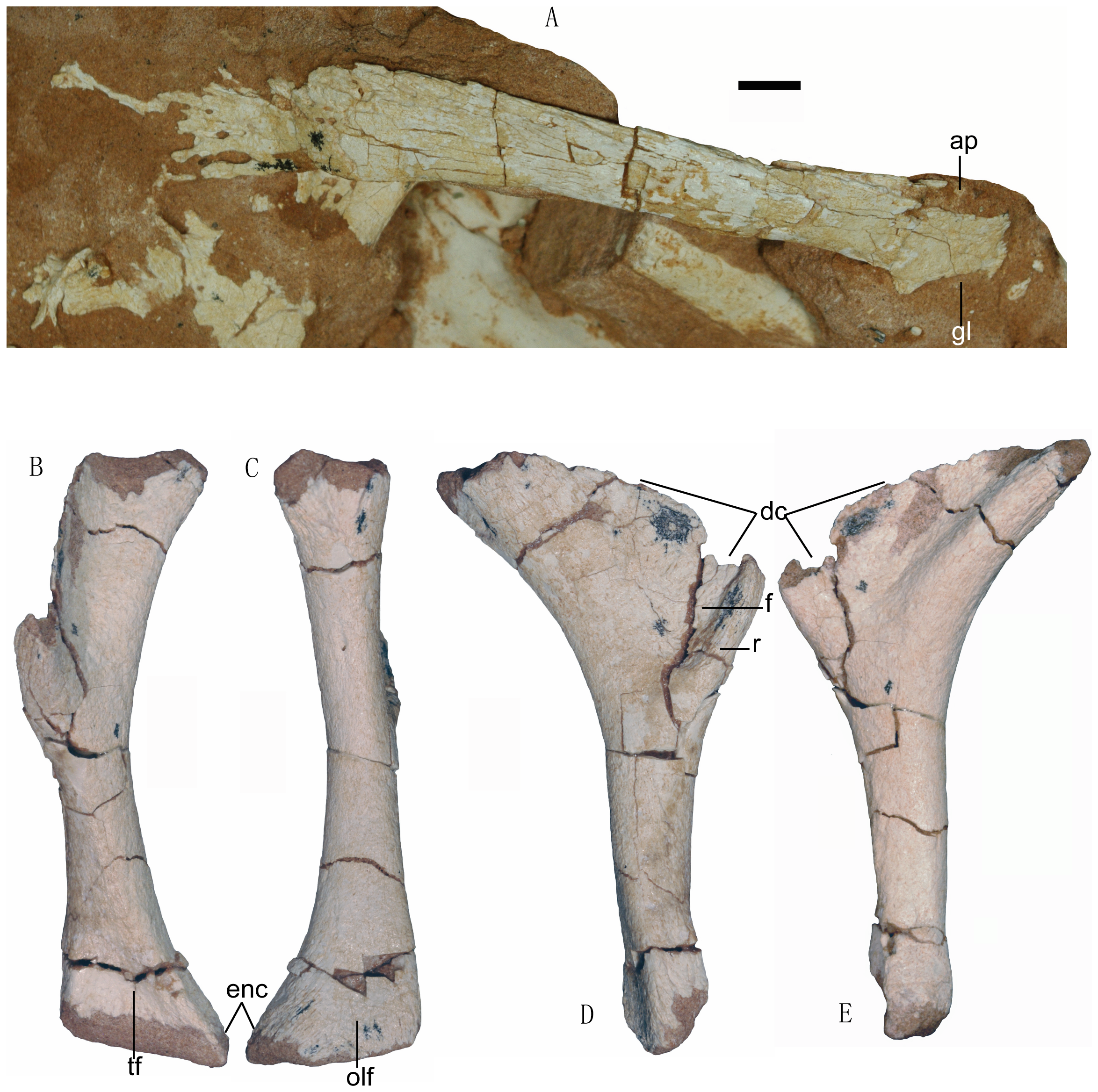
Boven het schouderblad en onder het opperarmbeen in vier aanzichten

Het schouderblad is met een lengte van zeventien centimeter relatief lang, met 70% van de lengte van het dijbeen, een afgeleid kenmerk. Het schoudergewricht is kennelijk sterk naar beneden gericht in tegenstelling tot de situatie bij basale troödontiden waar het meer zijwaarts georiënteerd is. Het blad is slank en buigt naar binnen en beneden en heeft een breed uiteinde.
Het opperarmbeen is met vijfennegentig millimeter relatief erg kort, een basaal kenmerk; de lengte is 40% van die van het dijbeen. Het is echter ook erg robuust met een uiteinde dat 29% van de lengte meet, dubbel de typische troödontide proporties; dit uiteinde is ook nog eens breed, 2,5, ten opzichte van de kleinste diameter van de schacht. De achterzijde heeft bovenaan een groot foramen dat naar boven toe opent. De schacht draagt over de bovenste helft een enorme deltopectorale kam met een verdikte richel onder de top ervan, net als bij Troodon. De musculatuur van de arm moet zeer zwaar geweest zijn.
Het zitbeen is een plaatvormig element met een rechter achterrand en een holle voorrand, voorzien van een laag geplaatst driehoekig uitsteeksel.
Het dijbeen is slank en middenin naar voren gebogen. De trochanter posterior is bijna precies op de achterrand geplaatst niet meer aan de buitenste zijkant, een afgeleid kenmerk. Opvallend is ook het zeer laag uitlopen, lager dan bij andere troödontiden. De vierde trochanter is aanwezig in de vorm van een zeer lage richel. De richel die ontspringt aan de binnenste gewrichtsknobbel wordt naar achteren gedrongen door de onderste verbreding van de schacht die een van de autapomorfieën vormt.
De middenvoet is, hoewel slank en compact, relatief kort met 63% van de lengte van het dijbeen. De tenen zijn weer betrekkelijk kort ten opzichte van de middenvoet: de derde teen heeft 86% van de lengte van het derde middenvoetsbeen. Het eerste middenvoetsbeen is J-vormig en lijkt bij het fossiel in zijn natuurlijke positie bewaard gebleven, met de onderkant tegen de zijkant van het tweede middenvoetsbeen gedrukt, wat zou betekenen dat de eerste teen zijwaarts uitstond, in plaats van voorwaarts, zoals de laatste jaren voor theropoden basaler dan de Pygostylia meestal wordt aangenomen. Deze oriëntatie is in het algemeen zeer omstreden en de beschrijvers geven toe dat het fossiel op dit punt verstoord zou kunnen zijn geweest.
Het tweede middenvoetsbeen is vrij kort en slank en vernauwt vooral onderaan zeer sterk totdat de voorkant niet meer is dan een dunne richel. De onderkant is onderaan echter veel breder zodat de schacht daar een driehoekige doorsnede heeft. Bij het langste derde midenvoetsbeen is het andersom: daar is juist de bovenkant extreem toegeknepen zodat de middenvoet bijna "arctometatarsaal" is. Het vierde middenvoetsbeen is het meest robuust, een typisch troödontide kenmerk.
Het tweede kootje van de tweede teen is zeer kort en het derde vormt een sikkelklauw die niet zeer lang is maar wel zeer nauw en hoog. Het eerste kootje van de vierde teen is lang, een basaal kenmerk. Op de teenkootjes lopen onderaan de groeven voor de gewrichtskapsels ver naar boven door; groeven voor de pezen van de strekspieren ontbreken echter.

## Fylogenie
Linhevenator werd door de beschrijvers binnen de Eumaniraptora in de Troodontidae geplaatst. Een exacte cladistische analyse toonde een vrij afgeleide positie aan, in een tak met Troodon en een kleinere klade bestaande uit Zanabazar en Saurornithoides.
De positie hoog in de stamboom zou volgens de beschrijvers betekenen dat er zich een trend tot het verkorten van de armlengte bij de troödontiden voordeed. Wat de functie daarvan is, blijft onduidelijk; de beschrijvers suggereren dat de zwaar gespierde armen gebruikt zouden kunnen zijn om te graven of te klimmen. Dat de meest afgeleide troödontiden de grootste sikkelklauwen hebben, zou impliceren dat die grootte een geval is van parallelle evolutie met de Dromaeosauridae. Deze signalen zijn wat tegenstrijdig: graven duidt op een plantenetende levenswijze; de grote klauw op een vleesetende.